# Schizonycha pauperata
Schizonycha pauperata är en skalbaggsart som beskrevs av Louis Albert Péringuey 1908. Schizonycha pauperata ingår i släktet Schizonycha och familjen Melolonthidae. Inga underarter finns listade i Catalogue of Life.